# سويتشيرو هوشي
سويتشيرو هوشي (保志総一朗 هوشي سويتشيرو) هو مؤدي أصوات ياباني ولد في 30 مايو 1976 في أيزواكاماتسو, فوكوشيما.

## أدواره في الأنمي

### مسلسلات أنمي تلفزيونية
- البدلة المتنقلة جاندام سيد - كيرا ياماتو
- البدلة المتنقلة جاندام سيد ديستني - كيرا ياماتو
- سكرايد - كازوما
- غينسومادين سايوكي - سون غوكو
- سايوكي RELOAD - سون غوكو
- سايوكي RELOAD GUNLOCK - سون غوكو
- سايوكي RELOAD BLAST - سون غوكو
- عندما تبكي حشرة الليل - كييتشي مايبارا
- عندما تبكي حشرة الليل: الحل - كييتشي مايبارا
- ماين ليب - كاميو
- ماين ليب wieder - كاميو
- صيد الأرواح الإلهية - ماكوتو أوغامي
- فامباير نايت - سنري شيكي
- فامباير نايت Guilty - سنري شيكي
- كود غياس: لولوش المتمرد R2 - جينو فاينبرغ
- ناروتو - زاكو أبومي (أيام الصبا), ياشامارو
- ناروتو شيبودن - ياشامارو
- ريغايوس اللامتناهية - يوكي أيبا
- لوست يونيفرس - كاين بلولريفر
- فانتوم: ريكوييم فور ذا فانتوم - تورو شيغا
- أمير التنس - غاكتو موكاهي
- أمير التنس الجديد - غاكتو موكاهي
- جت باكرز - كازوكي فوتشوين
- سنغوكو باسارا - سانادا يوكيمورا
- سنغوكو باسارا تو - سانادا يوكيمورا
- إنجليك لاير - أوجيرو ميهارا
- باكوجان - المقنع
- Please Teacher! - كيه كوساناغي
- حفيد نوراريهيون - ميزومارو
- حفيد نوراريهيون: عاصمة العفاريت - ميزومارو
- الخيانة تعرف إسمي - يوكي غيو
- أسطورة أراتا - يورونامي
- كارنفال - كاروكو
- كرة سلة كوروكو - يوكيو كاساماتسو
- أغنية حب طيار - فاوست فيدل ميلزي
- كاراكوري كيدن هيو سنكي - تاكوما شوتارو
- تيلز أوف إيتيرنيا ذي أنيميشن - كيل زايبل
- آي يوري آوشي - كاورو هانابيشي
- آي يوري أوشي: آنيشي - كاورو هانابيشي
- ميكاكوسيتي أكتورز - سيتو
- سورد آرت أونلاين II - ديث غان
- جانسلينجر ستراتوس - ريو كوساكاغي
- أص الديناري - كاتسويوكي شيراكاوا
- سنكي زيشو سيمفوجير - شينجي أوغاوا
- سنكي زيشّو سيمفوجير G - شينجي أوغاوا
- سنكي زيشّو سيمفوجير GX - شينجي أوغاوا
- ون بنش مان - إينازوماكس
- شاينينغ تيرز كروس ويند - سوما أكيزوكي
- رحلة العجائب 24 - نازكا
- Rewrite - ميدو
- نانباكا - سامون غوكو
- بيرسونا 5 ذي أنيميشن - غورو أكيتشي
- الحب متلازمة الصف الثامن وأوهام أخرى - ماكوتو إيشيكي

### أوفا أنمي
- عندما تبكي حشرة الليل: الامتنان - كييتشي مايبارا
- عندما تبكي حشرة الليل: البريق - كييتشي مايبارا
- عندما تبكي حشرة الليل: الامتداد - كييتشي مايبارا
- دوت هاك ليميناليتي - ماسايا ماكينو
- سينت سيا: ذا لوست كانفاس - كيت شي تشيشاير
- أمير التنس: البطولة المحلية - غاكتو موكاهي

### أفلام أنمي
- سلسلة أفلام حدود الفراغ
  - حدود الفراغ: الفصل الثاني «دراسة القتل (الجزء الأول)» - ريو شيرازومي
  - حدود الفراغ: الفصل الرابع «كهف الدير» - ريو شيرازومي
  - حدود الفراغ: الفصل السادس «تسجيل النسيان» - ريو شيرازومي
  - حدود الفراغ: الفصل السابع «دراسة القتل (الجزء الثاني)» - ريو شيرازومي
- فيلم ناروتو شيبودن: إرادة النار - هيروكو
- سلسلة أفلام بريك بليد
  - بريك بليد: الفصل الأول «وقت النهوض» - رايغات أرو
  - بريك بليد: الفصل الثاني «مفترق الطرق» - رايغات أرو
  - بريك بليد: الفصل الثالث «جرح سيف القاتل» - رايغات أرو
  - بريك بليد: الفصل الرابع «أرض الكارثة» - رايغات أرو
  - بريك بليد: الفصل الخامس «أفق الموت» - رايغات أرو
  - بريك بليد: الفصل السادس «حصن الحزن» - رايغات أرو
- سنغوكو باسارا: ذا لاست بارتي - سانادا يوكيمورا
- فيلم ديجيمون سيفرز: القوة القصوى! تفعيل بورست مود!! - ماسارو دايمون
- الحب متلازمة الصف الثامن وأوهام أخرى! تيك أون مي - ماكوتو إيشيكي

## أدواره في ألعاب الفيديو
- ديسيديا: فاينل فانتسي - بارتز كلاوزر
- ديسيديا 012: فاينل فانتسي - بارتز كلاوزر
- ديسيديا: فاينل فانتسي NT - بارتز كلاوزر
- ديفل كينغز - سكوربيو
- سنغوكو باسارا: ساموراي هيروز - يوكيمورا سانادا
- سنغوكو باسارا: قصة سانادا يوكيمورا - سانادا يوكيمورا
- تيلز أوف إيتيرنيا - كيل زايبل
- تيلز أوف إكسيليا - كلاين شاريل
- سوبر بازل فايتر II توربو - ريو
- ديجيمون وورلد داتا سكواد - ماركوس دامون
- بيرسونا 5 - غورو أكيتشي
- سلسلة ألعاب إس دي جاندام جي جينيريشن
  - إس دي جاندام جي جينيريشن أوفر وورلد - كيرا ياماتو
- بليد آركوس فروم شاينينغ - ريج

## أدواره في الدبلجة اليابانية
- بن 10: إليين فورس - بن تنيسون، ألبيدو
- بن 10: ألتيمت إليين - بن تنيسون
- بن 10: أومنيفرس - بن تنيسون
- سلغتيرا - إيلاي شين

## وصلات خارجية
- سويتشيرو هوشي على موقع IMDb (الإنجليزية)
- سويتشيرو هوشي على موقع ميوزك برينز (الإنجليزية)
- سويتشيرو هوشي على موقع ديسكوغز (الإنجليزية)
- سويتشيرو هوشي على موقع قاعدة بيانات الفيلم (الإنجليزية)
- سويتشيرو هوشي على موقع ANN person (الإنجليزية)
- صفحة IMDb